# Эндорф
Эндорф (нем. Ehndorf) — община в Германии, в земле Шлезвиг-Гольштейн. 
Входит в состав района Рендсбург-Экернфёрде. Подчиняется управлению Аукруг.  Население составляет 643 человека (на 31 декабря 2010 года). Занимает площадь 14,68 км².